# Fiołkowce
Fiołkowce (Violales Perleb) - wyróżniany w niektórych systemach klasyfikacyjnych rząd głównie roślin drzewiastych należący do klasy dwuliściennych. Należy do niego ponad 3000 gatunków.

## Charakterystyka
KwiatyU form prymitywniejszych - promieniste, u prymitywniejszych - grzbieciste. Zazwyczaj 5-krotne. Okwiat zróżnicowany na kielich i koronę.

## Systematyka
Pozycja w systemie Reveala (1994-1999)
Gromada okrytonasienne Cronquist, podgromada Magnoliophytina Frohne & U. Jensen ex Reveal, klasa Rosopsida Batsch, podklasa ukęślowe Takht. ex Reveal & Tahkt., nadrząd Violanae R. Dahlgren ex Reveal , rząd fiołkowce
Podział według Reveala
- rodzina: Aphloiaceae Takht.
- rodzina: Bembiciaceae R.C. Keating & Takht.
- rodzina: Berberidopsidaceae (Veldk.) Takht.
- rodzina: Dipentodontaceae Merr.
- rodzina: Flacourtiaceae Rich. ex DC. - strzeligłowowate, zatarniowate
- rodzina: Lacistemataceae Mart.
- rodzina: Peridiscaceae Kuhlm.
- rodzina: Scyphostegiaceae Hutch.
- rodzina: Violaceae Batsch - fiołkowate